# Jürgen Eckoldt
Jürgen Eckoldt (* 11. September 1942 in Heidenau) ist ein ehemaliger deutscher Politiker (CDU).
Von 1990 bis 2009 saß Eckoldt im Dresdner Stadtrat und war dort Geschäftsführer der CDU-Fraktion. Eckoldt trat zur Stadtratswahl im Juni 2009 erneut an, erhielt im traditionell CDU-schwachen Wahlkreis 13 (südlicher Teil des Stadtbezirks Cotta) allerdings nicht genügend Stimmen, sodass er aus dem Stadtrat ausschied. Von Juni bis September 2004 saß er zudem im Sächsischen Landtag, nachdem Erhard Steinert sein Mandat niedergelegt hatte.
Der Diplom-Ingenieur ist verheiratet und hat 4 Kinder.